# Severino Andreoli
Severino Andreoli (n. 8 ianuarie 1941, Caprino Veronese, Veneto, Italia) este un ciclist de performanță ce a reprezentat Italia, medaliat olimpic. A participat la o ediție a Jocurilor Olimpice (1964) în care a câștigat o medalie de argint.

## Participări
Lista de mai jos prezintă principalele competiții la care a participat Severino Andreoli de-a lungul carierei.
- cycling at the 1964 Summer Olympics – men's team time trial[*]